# Fregata magnificens

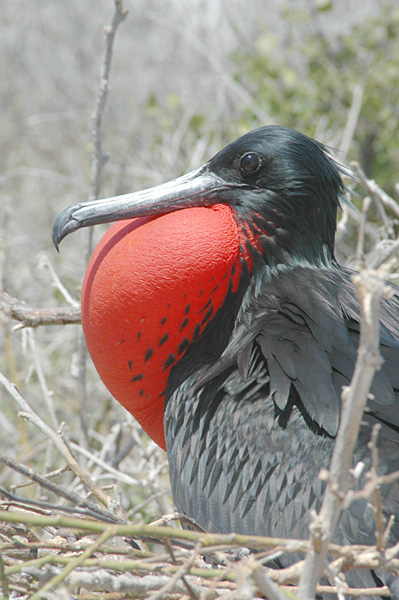
Un espécimen macho.

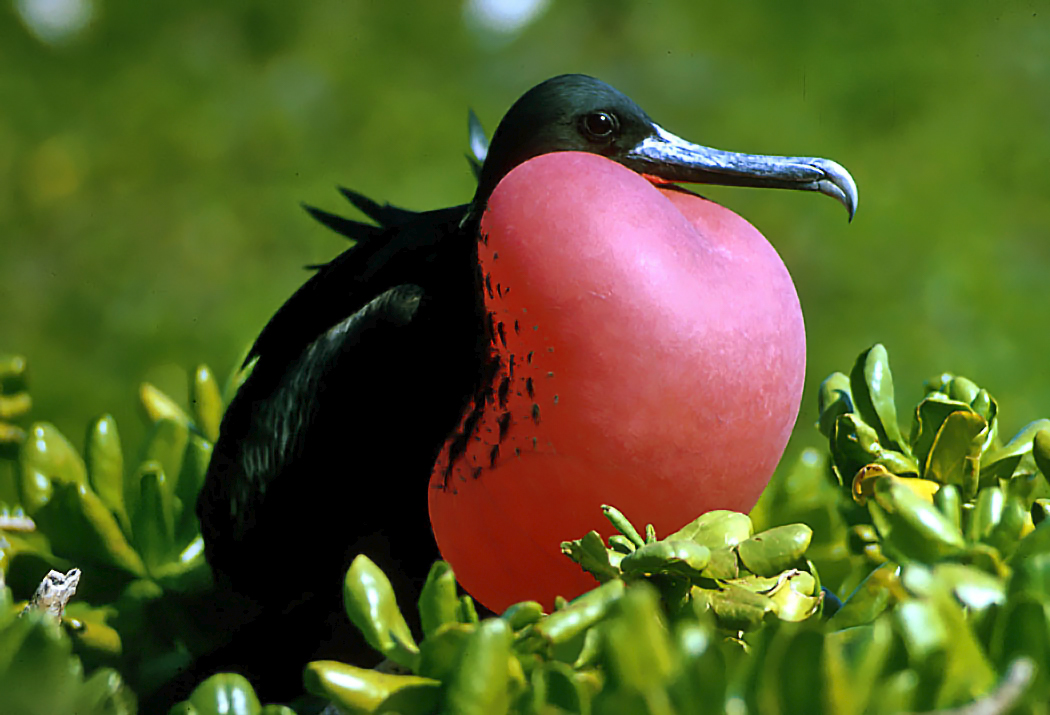
Macho con el saco gular inflado.

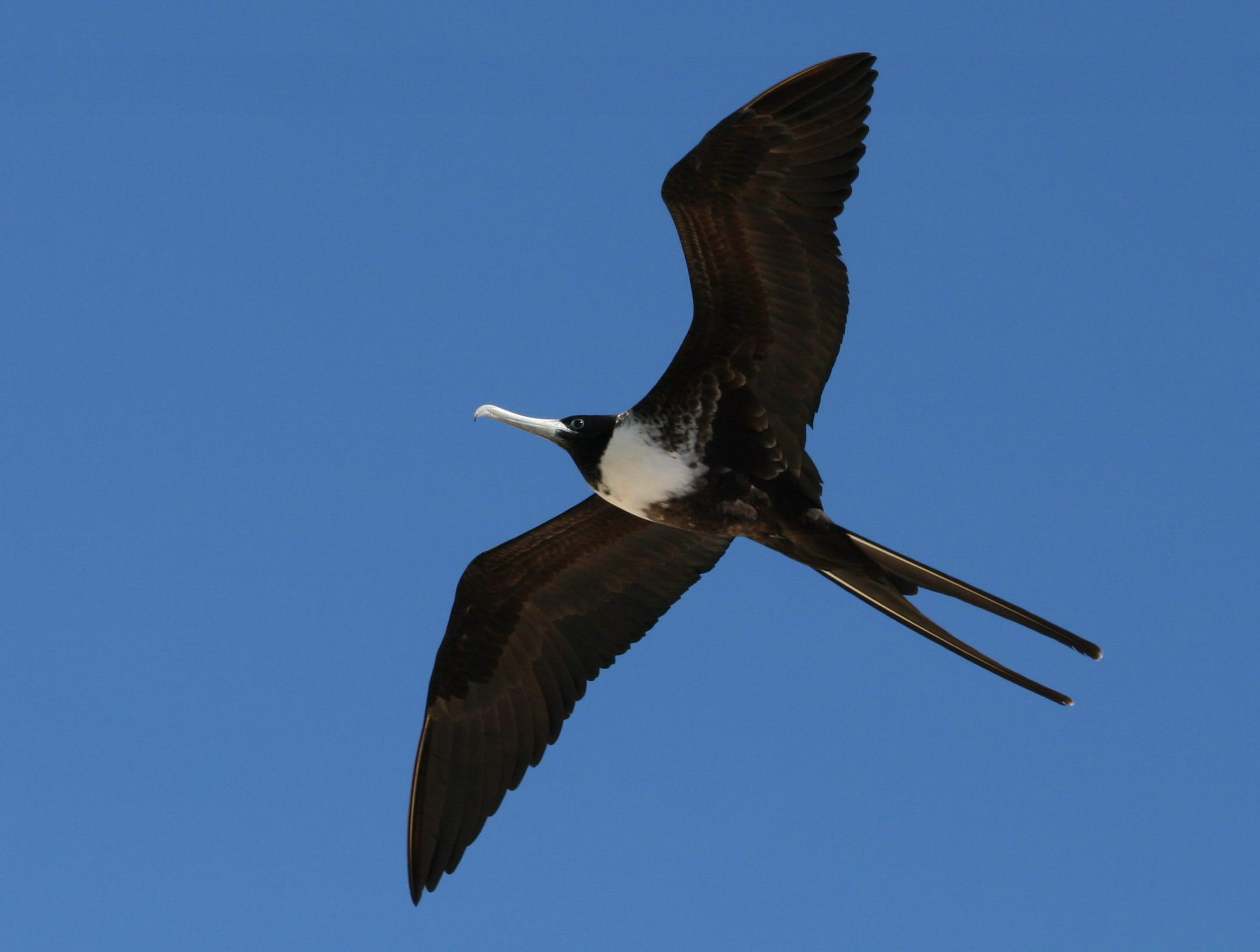
Hembra en vuelo

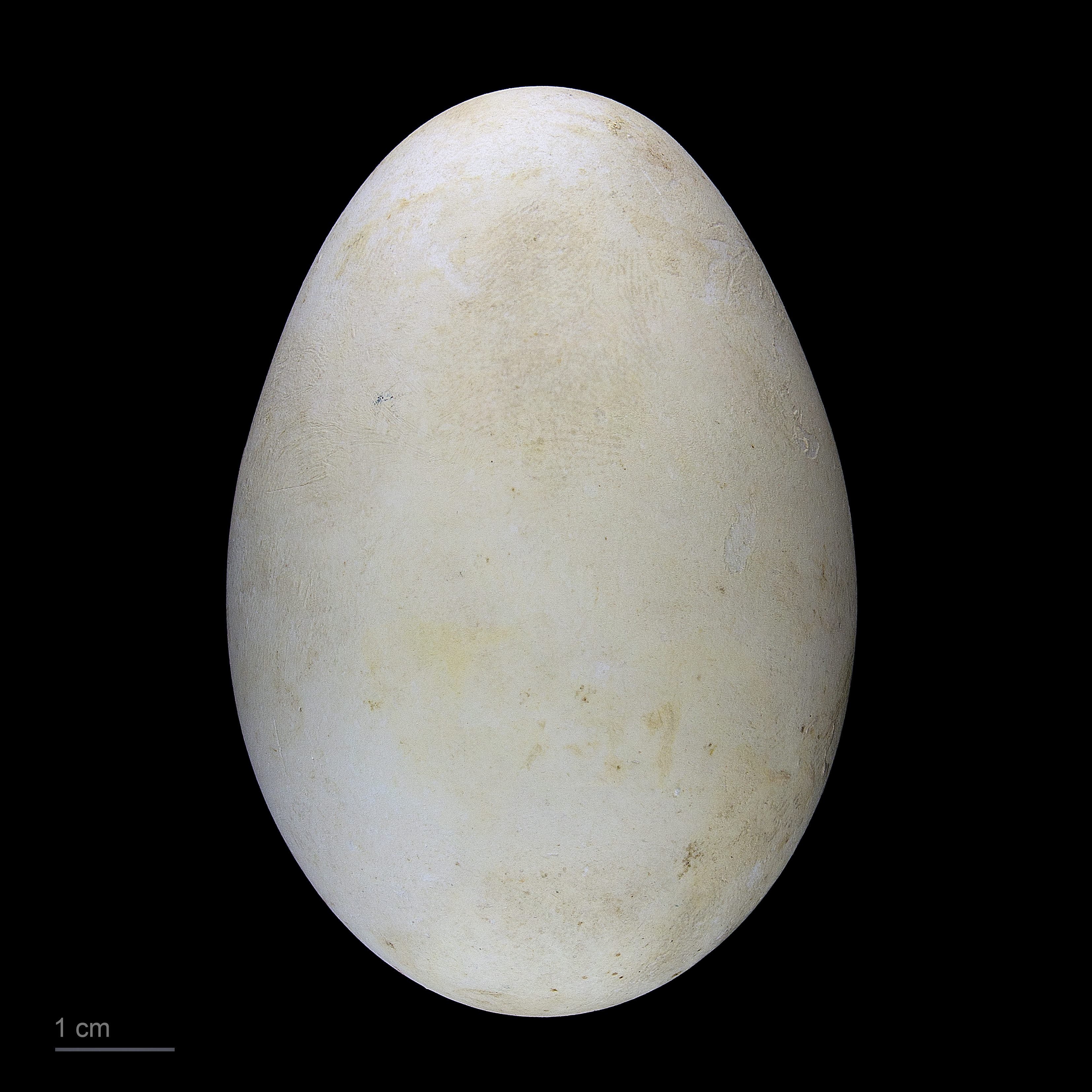
Fregata magnificens - MHNT

La fragata común, fragata real o rabihorcado real (Fregata magnificens) es una especie de ave suliforme de la familia Fregatidae.
Está ampliamente dispersa en el océano Atlántico tropical, criándose en colonias arbóreas en Florida, las Antillas e islas de Cabo Verde. También se encuentra en las costas del Pacífico americano, desde México hasta el extremo noroeste del Perú, además de las islas Galápagos.
Se encontró como divagante en 1998, en la Isla de Man, en Dinamarca y en España. Un macho fue hallado exhausto en Winterborne Whitchurch, a mucha distancia marina, en noviembre de 2005. Dicho individuo fue llevado al "Zoo de Chester", pero murió días después.[cita requerida]

## Descripción
Con una longitud de 89–114 centímetros (35–45 pulgadas) y una envergadura de 2.17–2.44 m (7.1–8.0 pies) es la especie más grande de fragata.
El macho adulto es negruzco; presenta a lo sumo una leve franja parduzca cruzada en las coberteras alares superiores. Tiene el pico gris. Su piel orbital es negruzca. Su bolsa gular es rosada encendida (roja e inflada en los despliegues en el periodo de reproducción). Sus patas son de negruzcas a castañas.
La hembra posee cabeza y cuello negros, pecho blanco, y una franja castaña clara llamativa en las coberteras alares superiores. Su piel orbital es azul violácea. Su bolsa gular es de gris a morada. Sus patas son rojizas.
Los ejemplares jóvenes presentan cabeza y pecho blancos, y una franja clara llamativa sobre el ala. Su pico, piel orbital y patas son de color azul claro.
Esta especie es muy similar a otras fragatas (Fregata), salvo el rabihorcado chico (Fregata ariel). Sin embargo, la fragata magnífica carece del escamado blanco axilar, y los jóvenes muestran un parche de forma de diamante en la barriga. Es diagnóstica la posible presencia de un escamado blanco en los axilares.

## Conducta y alimentación
Es silente en vuelo, pero hace sonidos varios en su nido.
Come principalmente peces, y también ataca a otras aves marinas para forzarlas a regurgitar su comida. Dado que carece de plumas impermeables (característica poco común en aves acuáticas) siempre captura sus presas en vuelo.
Debido a lo corto de sus patas, esta ave duerme en lugares altos lo que le facilita emprender vuelo. De aterrizar en nivel bajo le sería casi imposible emprender vuelo.